# Pieve di San Martino (Langhirano)
La pieve di San Martino, nota anche come pieve di Arola, è un luogo di culto cattolico sconsacrato dalle forme romaniche, situato in adiacenza al piccolo cimitero di Arola, frazione di Langhirano, in provincia e diocesi di Parma; è considerata una delle più antiche chiese di tutto il Parmense.

## Storia
La pieve fu edificata probabilmente già nel VI secolo.
La chiesa fu forse citata per prima volta nell'Ordo Archipresbiterorum Plebium, voluto nel 1005 dal vescovo di Parma Sigifredo II, ma l'esistenza di altri luoghi di culto dedicati a san Martino di Tours nella diocesi di Parma non consente di stabilirne indiscutibilmente la corrispondenza.
La più antica testimonianza certa della sua esistenza risale invece al 1094, quando la pieve fu menzionata in un atto di vendita di un terreno situato a Vigatto.
Nel 1230 dalla chiesa dipendevano le cappelle di Sant'Andrea a Tiorre, San Michele a San Michele Tiorre, San Giorgio a Casatico, San Lorenzo a Torrechiara, San Pietro a Vidiana e San Donnino a Panocchia.
Nel 1602 la pieve fu decorata con affreschi da Giovanni Maria Conti della Camera e Pier Antonio Bernabei, che raffigurarono sulla cupola la Trinità ed Evangelisti e sulla volta della navata una serie di Scene della vita di san Martino.
Il 9 dicembre del 1818 un sisma di magnitudo 5.3 colpì pesantemente l'abitato di Arola, causando la distruzione di gran parte dell'antica pieve. L'edificio fu parzialmente ricostruito, utilizzando parte delle strutture in pietra crollate, ma fu trasformato in deposito a servizio dell'adiacente cimitero; tra il 1858 e il 1860, su interessamento della duchessa reggente di Parma Luisa Maria di Borbone, fu edificata una nuova chiesa neoclassica nel centro del paese.
L'ex luogo di culto, fortemente degradato, fu completamente ristrutturato verso la fine del XX secolo.

## Descrizione

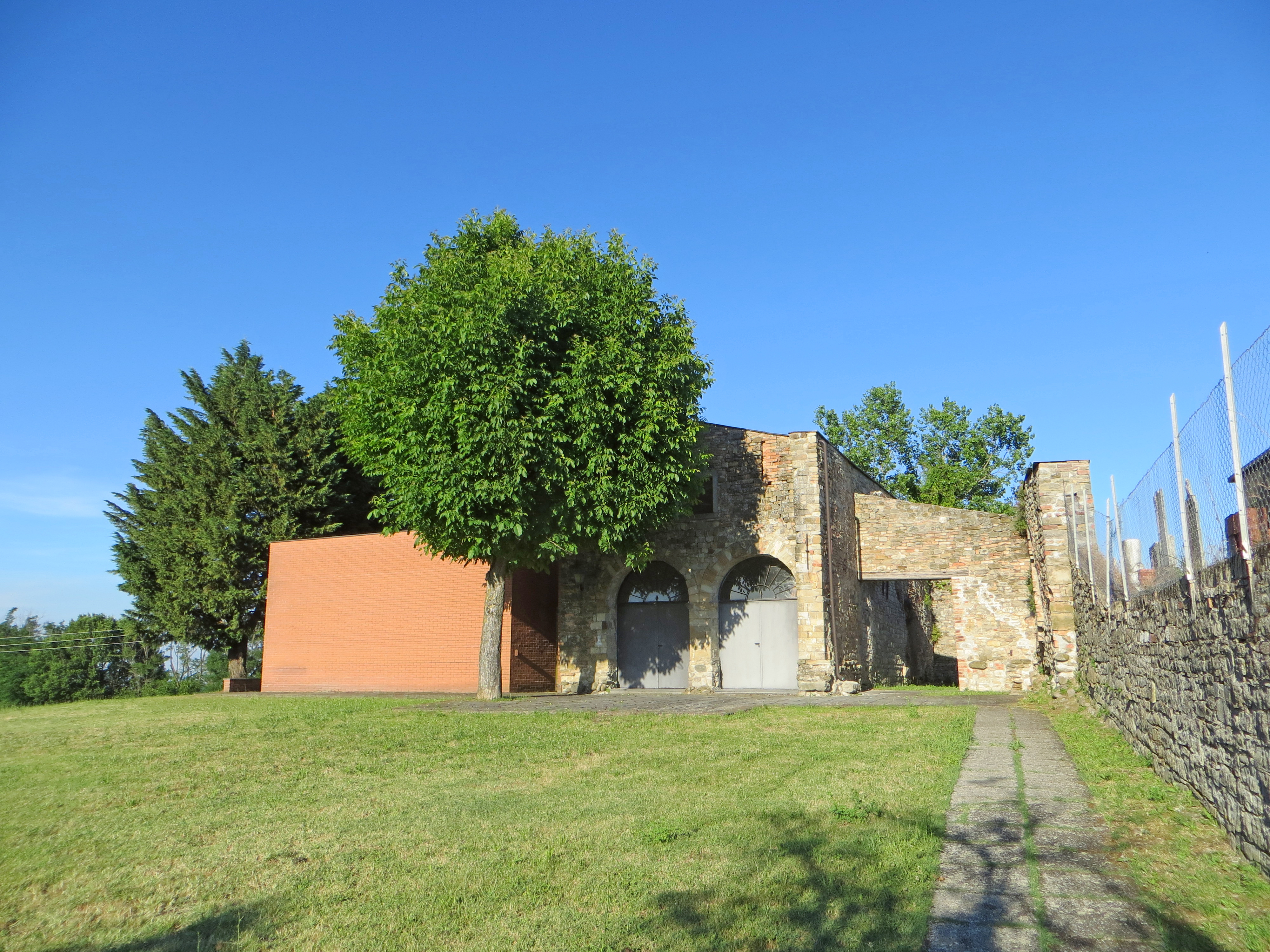
Facciata

Della pieve originaria, sviluppata su un impianto a navata unica con ingresso a ovest e presbiterio a est, con torre campanaria e sagrestia, l'edificio odierno conserva alcune porzioni di muri esterni in pietra e altre strutture di reimpiego.
Il fabbricato è suddiviso in due ambienti rettangolari affiancati, di cui quello meridionale, adiacente al cimitero, privo di copertura.
La facciata principale in pietra è sostenuta da due ampie arcate a tutto sesto in conci di arenaria, separate da un pilastro centrale coronato da un semplice capitello; più in alto si apre nel mezzo una finestra quadrata, mentre sul margine destro si eleva una massiccia lesena, che tradisce l'antica presenza di un nartece, la cui impronta è ancora distinguibile sul terreno; in sommità si trova il tetto a falda unica.